# Васил Даскалов
Васил Наумов Даскалов е български революционер, деец на Вътрешната македоно-одринска революционна организация.

## Биография
Васил Даскалов е роден в 1883 година в битолското село Гявато, тогава в Османската империя. Присъединява се към ВМОРО. През лятото на 1903 година участва в Илинденско-Преображенското въстание с четата на Наум Бендев, с която се сражава във всички битки – при Доленци, при Гявато и при Смилево.
При избухването на Балканската война в 1912 година е доброволец в Македоно-одринското опълчение на Българската армия и служи в 1-ва рота на 8-а костурска дружина.
Участва и в Първата световна война като войник от 1-ва рота на 1-ва допълняюща дружина.
На 5 април 1943 година, като жител на Гявато, подава молба за народна пенсия. В сведението към молбата пише: „Ползвал се с име на калѐн и добре изпитан българин. Не е заемал никаква служба“. Молбата му е одобрена и отпусната от Министерския съвет на Царство България.